# Walenty Litwiński
Walenty Litwiński (ur. 8 lutego 1778 w Rzeszowie, zm. 6 stycznia 1823 w Krakowie) – polski prawnik, naukowiec, profesor nauk prawnych, rektor Uniwersytetu Jagiellońskiego i prezes Towarzystwa Naukowego Krakowskiego.

## Życiorys
Urodzony w Rzeszowie, studiował na Uniwersytecie we Lwowie, gdzie w 1800 zyskał tytuł doktora nauk prawnych. Pracował jako adwokat.
Następnie przeprowadził się do Krakowa i związał się z Uniwersytetem Jagiellońskim, gdzie pełnił funkcję dziekana Wydziału Prawa.
W 1809 w świeżo włączonym do Księstwa Warszawskiego Krakowie został prokuratorem Trybunału Cywilnego Pierwszej Instancji Departamentu Krakowskiego. Urząd ten sprawował do 1815 roku.
W latach 1814–1821 był rektorem Uniwersytetu Jagiellońskiego, którą to funkcję pełnił wraz z pruskim komisarzem Reibnitzem. W 1815 Walenty Litwiński był jednym z inicjatorów powstania Towarzystwa Naukowego Krakowskiego i został jego pierwszym prezesem.
Litwiński był współtwórcą nowo tworzonego statutu uniwersyteckiego. Od 1817 uczelnia funkcjonuje pod nazwą Uniwersytet Jagielloński.
Był również dożywotnim sędzią Sądu Apelacyjnego Wolnego Miasta Krakowa.
Zmarł 6 stycznia 1823 w Krakowie, spoczywa w kolegiacie św. Anny.

## Publikacje
Litwiński był autorem licznych prac naukowych, głównie z zakresu praw galicyjskich oraz procedury cywilnej. Były one drukowane w „Rocznikach” Towarzystwa Naukowego Krakowskiego.